# 豹斑蛇
豹斑蛇（學名：Pantherophis obsoletus），俗稱德州鼠蛇、黑鼠蛇、北美食鼠蛇等。是原產於北美洲的一種大型無毒遊蛇，主要分佈在美國落基山脈以東的整個美東地區和加拿大南部，以鼠類、鳥類等為食。

## 解剖學描述
成體豹斑蛇的長度約為106.5至183釐米，最大長度記錄為256.5釐米；體重約為1.6至2.2千克。

## 行為學描述

### 攝食
豹斑蛇主要以鼠類、鳥類或鳥卵為食，也有人稱豹斑蛇具有食蛇性。豹斑蛇攝食時，對小的獵物直接咬住後吞咽，對較大的活體獵物則會絞殺後吞咽。

### 防禦
豹斑蛇在遇到威脅時會用尾部拍打地面，模仿響尾蛇，並散發惡臭驅退進犯者。在發起攻擊前會將前軀彎成「S」形。

### 繁育
豹斑蛇兩歲性成熟，夏末秋初產卵，每胎約12至20枚，孵化期約為65至70天。

### 其他
豹斑蛇是北美洲最善於攀爬的蛇類。

## 分類學描述
該種蛇共有4種亞種：
- P. o. obsoletus 指名亞種 俗稱黑鼠蛇
- P. o. lindheimeri 林氏亞種 俗稱德州鼠蛇
- P. o. quadrivittatus 四索亞種 俗稱黃鼠蛇
- P. o. rossalleni 濕地亞種 俗稱濕地鼠蛇

## 人工飼育
豹斑蛇是常見的寵物蛇，適宜飼養在溫度約為20℃至30℃，相對濕度約為50%至70%的環境中，以保水性或半保水性材料為墊材，投喂齧齒動物或鳥。

## 外部連結
- （英文）TIGR爬蟲類資料庫：德州鼠蛇（页面存档备份，存于）
- （英文）Ratsnake - Elaphe obsoleta （页面存档备份，存于） at HerpNet（页面存档备份，存于）
- （英文）E. obsoleta imageat Picasa（页面存档备份，存于）
- （英文）Elaphe obsoleta populations in Southern Ontario Canada